# Колба Эрленмейера

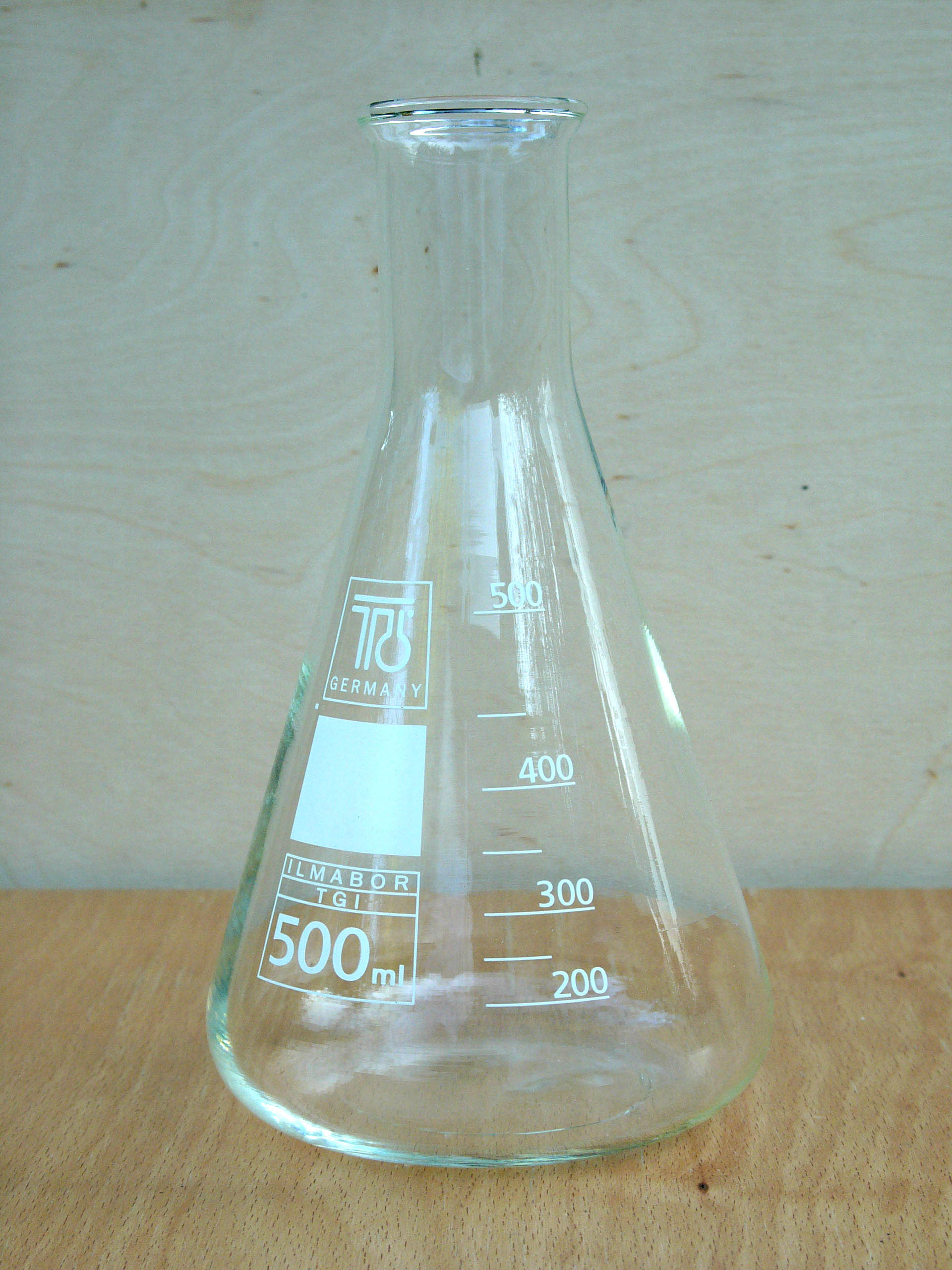
Колба Эрленмейера.

Ко́лба Э́рленме́йера, также известная как кони́ческая колба — широко используемый тип лабораторных колб, который характеризуется плоским дном, коническим корпусом и цилиндрическим горлышком. Колба названа по имени немецкого химика Эмиля Эрленмейера, который создал её в 1861 году.
Колба Эрленмейера обычно имеет боковые риски (градуировку), чтобы видеть приблизительный объём содержимого, а также имеет пятно из загрунтованного стекла или из специальной грубой белой эмали, на котором можно сделать метку карандашом. Она отличается от лабораторного стакана конической формой и узким горлом.
Отверстие обычно имеет слегка закруглённые края, чтобы колбу можно было легко закрыть резиновой пробкой или ватой. Кроме того, горловина может быть оснащена соединительным элементом из матового стекла, чтобы можно было использовать стеклянные пробки. Коническая форма позволяет легко перемешивать содержимое в процессе эксперимента либо рукой, либо специальным лабораторным шейкером или магнитной мешалкой. Узкое горло сохраняет содержимое от разливания, а также оно лучше сохраняет от испарения, чем лабораторный стакан. Плоское дно конической колбы не позволяет ей опрокидываться, в отличие от флорентийской колбы.
В современной лабораторной практике используется повсеместно, согласно нормативной документации относится к категории конических плоскодонных колб, может изготавливаться в зависимости от предназначения либо из огнеупорного, либо обычного лабораторного стекла. Горло колбы может быть изготовлено под шлиф для установок синтеза, либо иметь гладкую поверхность для лабораторных работ широкого спектра назначения. Следует отметить, что в современном органическом синтезе, в установках, предусматривающих процесс интенсивного перемешивания, более широкое применение имеют круглые плоскодонные колбы, как более приспособленные и удобные для этих целей. 
В последнее время пользуются спросом конические колбы различного номинала, изготовленные из полимерных материалов.

## Применение

Использование конической колбы в процессе титрования

Колба Эрленмейера широко используется в химических лабораториях в титриметрическом анализе, особенно для определения кислотности или щелочности среды (кислотно-основное титрование), окислительно-восстановительном титровании. Как правило, титрование ведется в присутствии специфических веществ (индикаторов), резко меняющих свой цвет или образующих осадок при наступлении определенных равновесных условий в системе (с помощью которых можно определить наличие определённых ионов в растворе).
Колбу Эрленмейера часто используют для нагревания жидкостей, например, с помощью горелки Бунзена. Для этой цели колбу обычно ставят на кольцо, закреплённое в держателе. Чтобы пламя не касалось стекла, под колбу подкладывают проволочную ткань.
Если колбу нужно нагревать в масляной ванне или воде, то для предотвращения всплывания можно использовать С-образные грузила из свинца или чугуна, размещая их над конической частью колбы.
Колба Эрленмейера используется также в микробиологии для приготовления чистых культур. Пластиковые колбы, используемые для выращивания чистых культур, предварительно стерилизуются и создают вентилируемую герметичность для повышения газообмена в течение инкубационного периода.

## Интересные факты
- Один из эпизодов телесериала «Секретные материалы» имеет название «Колба Эрленмейера».